# Saterspel

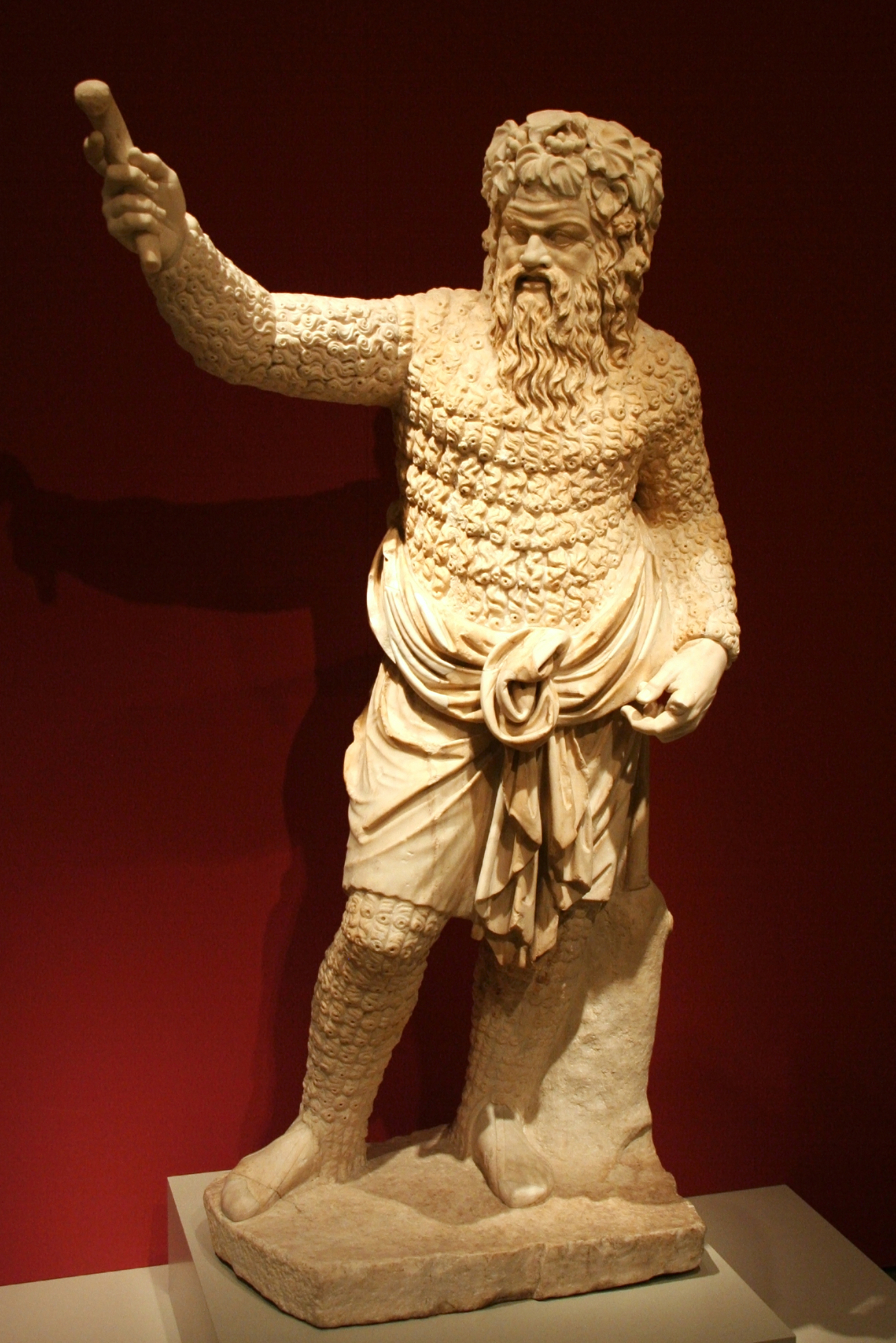
Acteur als Papposilenus, 1e eeuw, naar een origineel uit de 4e eeuw v. Chr.

Het saterspel was in het Oude Griekenland een literair genre. Het sloeg op een soort blijspel waarvan het ontstaan verband houdt, net als de tragedie overigens, met de cultus van de god Dionysos. Satyrs behoorden tot het vaste gevolg van de god Dionysos.
Het genre ontstond waarschijnlijk in de Peloponnesos en kreeg zijn naam omdat het hoofdzakelijk bestond uit boertigheden van satyrs of silenen (karakter: geil en uitgelaten, lui en "stoned"), uit het gevolg van Dionysos.

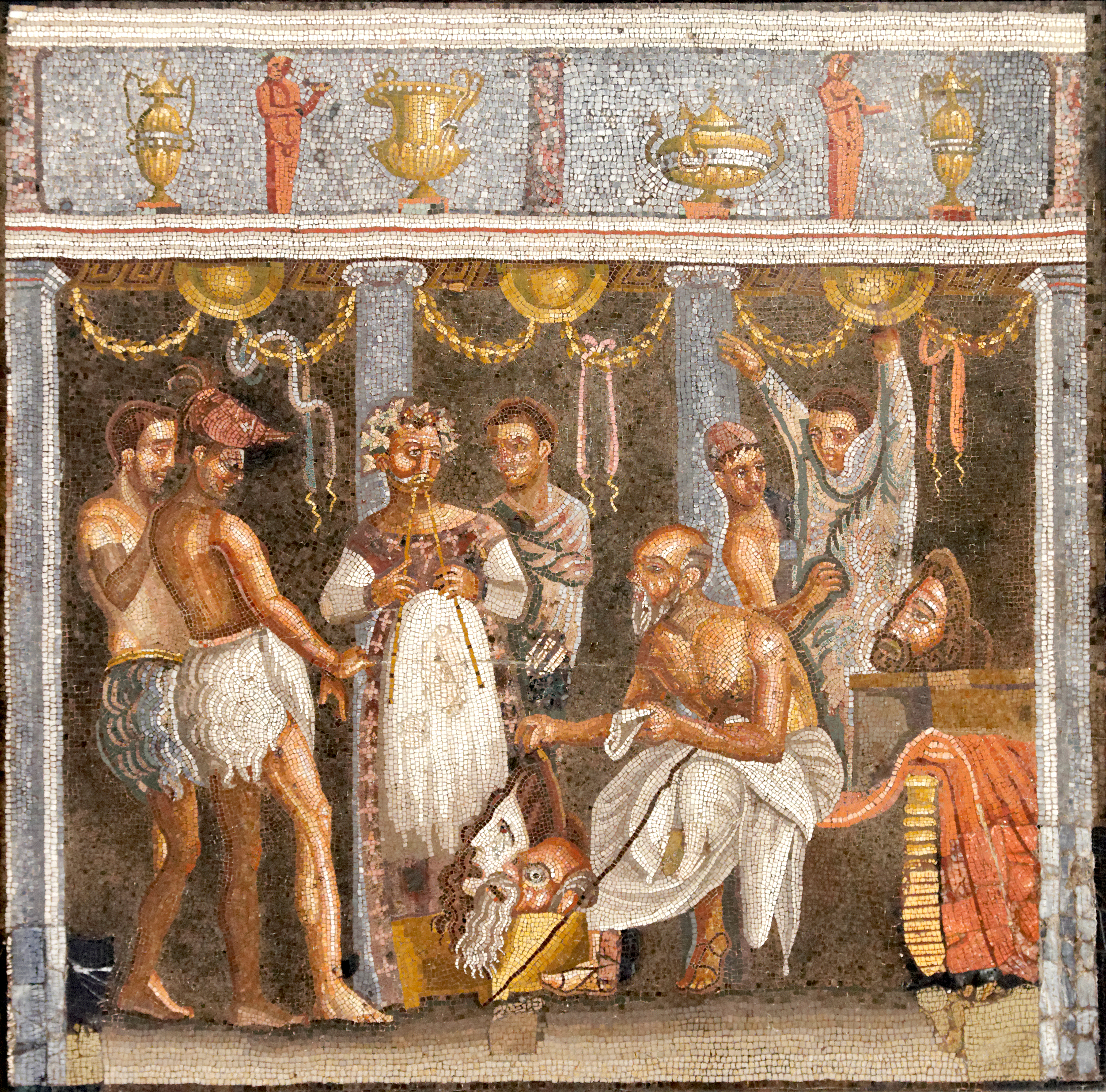
Romeinse acteurs bereiden zich voor op een saterspel (1e-eeuwse mozaïek uit Pompeï)

Sinds het einde van de 6e eeuw v.Chr. kreeg het saterspel zijn vaste plaats in het toneelfestival der Dionysia: het werd het verplichte slotstuk van een tetralogie [3 tragedies (= trilogie) + 1 saterspel]. De stof kreeg dan ook méér verband met het onderwerp van de voorafgaande trilogie, ditmaal echter parodiërend, met insinuaties op de actualiteit.
Er is weinig van bewaard, maar toch hebben we van elke treurspeldichter één saterspel:
- van Aischylos: Netvissers
- van Sophocles: Spoorzoekers
- van Euripides: Cycloop